# La Nueva Reforma, Chiapas
La Nueva Reforma är en ort i Mexiko.   Den ligger i kommunen Altamirano och delstaten Chiapas, i den sydöstra delen av landet, 800 km öster om huvudstaden Mexico City. La Nueva Reforma ligger 1 249 meter över havet och antalet invånare är 126.
Terrängen runt La Nueva Reforma är kuperad. Runt La Nueva Reforma är det ganska glesbefolkat, med 30 invånare per kvadratkilometer. Närmaste större samhälle är Veinte de Noviembre, 10,3 km sydväst om La Nueva Reforma. I omgivningarna runt La Nueva Reforma växer i huvudsak städsegrön lövskog.